# IC 2
IC 2는 태양계로부터 약 3억 2,000만 광년 떨어진 나선은하이다. 겉보기 등급은 +15.46 등급으로 많이 어둡다. 고래자리에 위치해 있다.